# Tropeti
Tropeti su pogranično naselje u Hrvatskoj u sastavu Grada Čabra. Nalaze se u Primorsko-goranskoj županiji. 

## Zemljopis
Sjeverozapadno su Gorači, izvor rječice Čabranke, sjeverno je Slovenija te u Sloveniji Stari Kot, sjeveroistočno je Slovenija i u Sloveniji naselja Podplanina, Srednja Vas pri Dragi, Trava, jugoistočno su u Hrvatskoj Čabar i Gornji Žagari te u Sloveniji Črni Potok pri Dragi, južno su Vrhovci, jugozapadno su Prhutova Draga, Makov Hrib, Srednja Draga, Ravnice, Crni Lazi, zapadno-jugozapadno su Parg i Brinjeva Draga.

## Stanovništvo
| broj stanovnika | 94    | 94    | 67    | 64    | 72    | 79    | 66    | 71    | 64    | 65    | 54    | 62    | 22    | 19    | 13    | 12    | 9     |
|                 | 1857. | 1869. | 1880. | 1890. | 1900. | 1910. | 1921. | 1931. | 1948. | 1953. | 1961. | 1971. | 1981. | 1991. | 2001. | 2011. | 2021. |